# Dilléniafélék
A dilléniafélék (Dilleniaceae) ősi jellegű család; az APG III-rendszer rendbe nem sorolja, a valódi kétszikűeken belül a core eudicots kládhoz sorolja.
Virágaik szerkezete a magnoliids kládba tartozó növényekére hasonlít, de a virágrészek igen változatosak. A virágtakaró egyszeres, azaz nincs csésze, csak 5 sziromszerű lepel. A virágban sok (változó számú) porzó és termőlevél van. A levelekben igen erős a párhuzamos másodlagos erezet, mely fogakban is végződhet. A családba trópusi és szubtrópusi fák, cserjék és kúszónövények tartoznak, összesen 11 nemzetség körülbelül 300 faja. A mérsékelt övben nem fordulnak elő.